# Hana Mandlíková
Hana Mandlíková (Praag, 19 februari 1962) is een voormalig professioneel tennisspeelster uit Tsjechië, toenmalig Tsjecho-Slowakije, die in 1988 de Australische nationaliteit aannam. Mandlíková speelt rechtshandig en heeft een enkelhandige backhand. Zij was actief in het proftennis van 1978 tot in 1990.
Zij won in haar carrière vier grandslamtitels, twee op het Australian Open, een op het French Open en een op het US Open. Ook won zij samen met Martina Navrátilová het US Open voor dubbelspel. Op haar 28e stopte ze, geplaagd door blessures.
In 1994 werd Mandlíková opgenomen in de internationale Tennis Hall of Fame.

## Posities op deWTA-ranglijst
Positie per einde seizoen:
| jaar | ranking enkelspel | ranking dubbelspel |
| ---- | ----------------- | ------------------ |
| 1983 | 10                | –                  |
| 1984 | 3                 | –                  |
| 1985 | 3                 | –                  |
| 1986 | 4                 | 7                  |
| 1987 | 5                 | 12                 |
| 1988 | 29                | 60                 |
| 1989 | 14                | 17                 |

## Palmares
| Legenda                |
| ---------------------- |
| Grandslamtoernooi      |
| Olympische Spelen      |
| Year-End Championships |
| Tier I                 |
| Tier II                |
| Tier III               |
| Tier IV & V            |

### WTA-finaleplaatsen enkelspel
| nr.              | finale     | toernooi          | ondergrond    | tegenstandster      | score               |
| ---------------- | ---------- | ----------------- | ------------- | ------------------- | ------------------- |
| gewonnen finales |            |                   |               |                     |                     |
| 1.               | 1978-10-15 | WTA Barcelona     | gravel        | Sabina Simmonds     | 6-1, 5-7, 6-3       |
| 2.               | 1979-02-11 | WTA Montréal      | hardcourt (i) | Leslie Allen        | 7-6, 6-2            |
| 3.               | 1979-07-29 | WTA Kitzbühel     | gravel        | Sylvia Hanika       | 2-6, 7-5, 6-3       |
| 4.               | 1979-12-02 | WTA Melbourne     | gras          | Wendy Turnbull      | 6-3, 6-2            |
| 5.               | 1979-12-16 | WTA Adelaide      | gras          | Virginia Ruzici     | 7-5, 2-2, opg.      |
| 6.               | 1979-12-23 | WTA Sydney        | gras          | Bettina Bunge       | 6-3, 3-6, 6-3       |
| 7.               | 1980-08-24 | WTA Mahwah        | hardcourt     | Andrea Jaeger       | 6-7, 6-2, 6-2       |
| 8.               | 1980-09-28 | WTA Atlanta       | tapijt (i)    | Wendy Turnbull      | 6-3, 7-5            |
| 9.               | 1980-11-02 | WTA Stockholm     | tapijt (i)    | Bettina Bunge       | 6-2, 6-2            |
| 10.              | 1980-11-16 | WTA Amsterdam     | tapijt (i)    | Virginia Ruzici     | 5-7, 6-2, 7-5       |
| 11.              | 1980-12-04 | Australian Open   | gras          | Wendy Turnbull      | 6-0, 7-5            |
| 12.              | 1980-12-14 | WTA Adelaide      | gras          | Sue Barker          | 6-2, 6-4            |
| 13.              | 1981-02-22 | WTA Houston       | tapijt (i)    | Bettina Bunge       | 6-4, 6-4            |
| 14.              | 1981-06-07 | Roland Garros     | gravel        | Sylvia Hanika       | 6-2, 6-4            |
| 15.              | 1981-08-30 | WTA Mahwah        | hardcourt     | Pam Casale          | 6-2, 6-2            |
| 16.              | 1984-01-08 | WTA Washington    | tapijt (i)    | Zina Garrison       | 6-1, 6-1            |
| 17.              | 1984-01-15 | WTA Oakland       | tapijt (i)    | Martina Navrátilová | 7-6, 3-6, 6-4       |
| 18.              | 1984-02-05 | WTA Houston       | tapijt (i)    | Manuela Maleeva     | 6-4, 6-2            |
| 19.              | 1984-03-25 | WTA Dallas        | tapijt (i)    | Kathy Jordan        | 7-6, 3-6, 6-1       |
| 20.              | 1984-04-01 | WTA Boston        | tapijt (i)    | Helena Suková       | 7-5, 6-0            |
| 21.              | 1985-02-24 | WTA Oakland       | tapijt (i)    | Chris Evert         | 6-2, 6-4            |
| 22.              | 1985-03-10 | WTA Princeton     | tapijt (i)    | Catarina Lindqvist  | 6-3, 7-5            |
| 23.              | 1985-09-08 | US Open           | hardcourt     | Martina Navrátilová | 7-6, 1-6, 7-6       |
| 24.              | 1987-01-04 | WTA Brisbane      | gras          | Pam Shriver         | 6-2, 2-6, 6-4       |
| 25.              | 1987-01-25 | Australian Open   | gras          | Martina Navrátilová | 7-5, 7-6            |
| 26.              | 1987-03-29 | WTA Washington    | tapijt (i)    | Barbara Potter      | 6-4, 6-2            |
| verloren finales |            |                   |               |                     |                     |
| 1.               | 1980-04-20 | WTA Amelia Island | gravel        | Martina Navrátilová | 7-5, 3-6, 2-6       |
| 2.               | 1980-07-27 | WTA Kitzbühel     | gravel        | Virginia Ruzici     | 6-3, 1-6, opg.      |
| 3.               | 1980-09-07 | US Open           | hardcourt     | Chris Evert         | 7-5, 1-6, 1-6       |
| 4.               | 1980-09-21 | WTA Las Vegas     | hardcourt (i) | Andrea Jaeger       | 5-7, 6-4, 3-6       |
| 5.               | 1981-02-01 | WTA Chicago       | tapijt (i)    | Martina Navrátilová | 4-6, 2-6            |
| 6.               | 1981-02-08 | WTA Detroit       | tapijt (i)    | Leslie Allen        | 4-6, 4-6            |
| 7.               | 1981-04-05 | WTA Carlsbad      | hardcourt     | Chris Evert         | 4-6, 3-6            |
| 8.               | 1981-07-04 | Wimbledon         | gras          | Chris Evert         | 2-6, 2-6            |
| 9.               | 1981-07-26 | WTA Monte Carlo   | gravel        | Sylvia Hanika       | 6-2, 3-6, 6-5, opg. |
| 10.              | 1982-05-09 | WTA Perugia       | gravel        | Chris Evert         | 0-6, 2-6            |
| 11.              | 1982-06-20 | WTA Eastbourne    | gras          | Martina Navrátilová | 4-6, 3-6            |
| 12.              | 1982-09-12 | US Open           | hardcourt     | Chris Evert         | 3-6, 1-6            |
| 13.              | 1983-01-30 | WTA Marco Island  | gravel        | Andrea Jaeger       | 1-6, 3-6            |
| 14.              | 1983-08-28 | WTA Mahwah        | hardcourt     | Jo Durie            | 6-2, 5-7, 4-6       |
| 15.              | 1984-11-18 | WTA Tokio         | tapijt (i)    | Manuela Maleeva     | 1-6, 6-1, 4-6       |
| 16.              | 1985-04-01 | WTA Palm Beach    | gravel        | Chris Evert         | 3-6, 3-6            |
| 17.              | 1985-11-03 | WTA Zürich        | hardcourt (i) | Zina Garrison       | 1-6, 3-6            |
| 18.              | 1985-11-24 | WTA Sydney        | gras          | Martina Navrátilová | 6-3, 1-6, 2-6       |
| 19.              | 1986-03-23 | WTA Championships | tapijt (i)    | Martina Navrátilová | 2-6, 0-6, 6-3, 1-6  |
| 20.              | 1986-07-06 | Wimbledon         | gras          | Martina Navrátilová | 6-7, 3-6            |
| 21.              | 1986-10-19 | WTA Filderstadt   | hardcourt (i) | Martina Navrátilová | 2-6, 3-6            |
| 22.              | 1986-11-09 | WTA Worcester     | tapijt (i)    | Martina Navrátilová | 2-6, 2-6            |
| 23.              | 1986-11-16 | WTA Chicago       | tapijt (i)    | Martina Navrátilová | 5-7, 5-7            |
| 24.              | 1987-04-19 | WTA Amelia Island | gravel        | Steffi Graf         | 3-6, 4-6            |
| 25.              | 1987-11-01 | WTA Zürich        | tapijt (i)    | Steffi Graf         | 2-6, 2-6            |

### WTA-finaleplaatsen vrouwendubbelspel
| nr.              | finale     | toernooi          | ondergrond    | partner              | tegenstandsters                     | score         |
| ---------------- | ---------- | ----------------- | ------------- | -------------------- | ----------------------------------- | ------------- |
| gewonnen finales |            |                   |               |                      |                                     |               |
| 1.               | 1979-12-16 | WTA Adelaide      | gras          | Virginia Ruzici      | Sue Barker Pam Shriver              | 2-6, 6-4, 6-4 |
| 2.               | 1980-05-11 | WTA Perugia       | gravel        | Renáta Tomanová      | Ivanna Madruga Adriana Villagrán    | 6-4, 6-4      |
| 3.               | 1980-11-08 | WTA Filderstadt   | hardcourt (i) | Betty Stöve          | Kathy Jordan Anne Smith             | 6-4, 7-5      |
| 4.               | 1980-11-16 | WTA Amsterdam     | tapijt (i)    | Betty Stöve          | Mima Jaušovec JoAnne Russell        | 7-6, 7-6      |
| 5.               | 1984-01-29 | WTA Marco Island  | gravel        | Helena Suková        | Anne Hobbs Andrea Jaeger            | 3-6, 6-2, 6-2 |
| 6.               | 1984-04-15 | WTA Hilton Head   | gravel        | Claudia Kohde-Kilsch | Anne Hobbs Sharon Walsh             | 7-5, 6-2      |
| 7.               | 1984-04-29 | WTA Orlando       | gravel        | Claudia Kohde-Kilsch | Anne Hobbs Wendy Turnbull           | 6-0, 1-6, 6-3 |
| 8.               | 1985-02-24 | WTA Oakland       | tapijt (i)    | Wendy Turnbull       | Rosalyn Fairbank Candy Reynolds     | 4-6, 7-5, 6-1 |
| 9.               | 1985-04-21 | WTA Amelia Island | gravel        | Rosalyn Fairbank     | Carling Bassett Chris Evert         | 6-1, 2-6, 6-2 |
| 10.              | 1985-10-20 | WTA Filderstadt   | hardcourt (i) | Pam Shriver          | Carina Karlsson Tine Scheuer-Larsen | 6-2, 6-1      |
| 11.              | 1985-11-03 | WTA Zürich        | hardcourt (i) | Andrea Temesvári     | Claudia Kohde-Kilsch Helena Suková  | 6-4, 3-6, 7-6 |
| 12.              | 1985-11-24 | WTA Sydney        | gras          | Wendy Turnbull       | Rosalyn Fairbank Candy Reynolds     | 3-6, 7-6, 6-4 |
| 13.              | 1986-03-02 | WTA Oakland       | tapijt (i)    | Wendy Turnbull       | Bonnie Gadusek Helena Suková        | 7-6, 6-1      |
| 14.              | 1986-03-23 | WTA Championships | tapijt (i)    | Wendy Turnbull       | Claudia Kohde-Kilsch Helena Suková  | 6-4, 6-7, 6-3 |
| 15.              | 1987-01-04 | WTA Brisbane      | gras          | Wendy Turnbull       | Betsy Nagelsen Elizabeth Smylie     | 6-4, 6-3      |
| 16.              | 1987-02-15 | WTA San Francisco | tapijt (i)    | Wendy Turnbull       | Zina Garrison Gabriela Sabatini     | 6-4, 7-6      |
| 17.              | 1989-03-12 | WTA Palm Springs  | hardcourt     | Pam Shriver          | Rosalyn Fairbank Gretchen Magers    | 6-3, 6-7, 6-3 |
| 18.              | 1989-04-09 | WTA Hilton Head   | gravel        | Martina Navrátilová  | Mary-Lou Daniels Wendy White        | 6-4, 6-1      |
| 19.              | 1989-09-10 | US Open           | hardcourt     | Martina Navrátilová  | Mary Joe Fernandez Pam Shriver      | 5-7, 6-4, 6-4 |
| verloren finales |            |                   |               |                      |                                     |               |
| 1.               | 1980-07-27 | WTA Kitzbühel     | gravel        | Renáta Tomanová      | Claudia Kohde-Kilsch Eva Pfaff      | forfait       |
| 2.               | 1980-11-02 | WTA Stockholm     | tapijt (i)    | Betty Stöve          | Mima Jaušovec Virginia Ruzici       | 2-6, 1-6      |
| 3.               | 1981-02-08 | WTA Detroit       | tapijt (i)    | Betty Stöve          | Rosie Casals Wendy Turnbull         | 4-6, 2-6      |
| 4.               | 1983-04-17 | WTA Amelia Island | gravel        | Virginia Ruzici      | Rosalyn Fairbank Candy Reynolds     | 4-6, 2-6      |
| 5.               | 1983-11-27 | WTA Sydney        | gras          | Helena Suková        | Anne Hobbs Wendy Turnbull           | 4-6, 3-6      |
| 6.               | 1984-06-10 | Roland Garros     | gravel        | Claudia Kohde-Kilsch | Martina Navrátilová Pam Shriver     | 7-5, 3-6, 2-6 |
| 7.               | 1984-08-26 | WTA Montreal      | hardcourt     | Claudia Kohde-Kilsch | Kathy Jordan Elizabeth Sayers       | 1-6, 2-6      |
| 8.               | 1984-11-04 | WTA Zürich        | tapijt (i)    | Claudia Kohde-Kilsch | Andrea Leand Andrea Temesvári       | 1-6, 3-6      |
| 9.               | 1985-02-17 | WTA Delray Beach  | hardcourt     | Kathy Jordan         | Gigi Fernández Martina Navrátilová  | 6-7, 2-6      |
| 10.              | 1985-08-04 | WTA Los Angeles   | hardcourt     | Wendy Turnbull       | Claudia Kohde-Kilsch Helena Suková  | 4-6, 2-6      |
| 11.              | 1986-03-09 | WTA Princeton     | tapijt (i)    | Helena Suková        | Kathy Jordan Elizabeth Smylie       | 3-6, 5-7      |
| 12.              | 1986-03-16 | WTA Dallas        | tapijt (i)    | Wendy Turnbull       | Claudia Kohde-Kilsch Helena Suková  | 6-4, 5-7, 4-6 |
| 13.              | 1986-07-06 | Wimbledon         | gras          | Wendy Turnbull       | Martina Navrátilová Pam Shriver     | 1-6, 3-6      |
| 14.              | 1986-09-07 | US Open           | hardcourt     | Wendy Turnbull       | Martina Navrátilová Pam Shriver     | 4-6, 6-3, 3-6 |
| 15.              | 1987-04-19 | WTA Amelia Island | gravel        | Wendy Turnbull       | Steffi Graf Gabriela Sabatini       | 6-3, 3-6, 5-7 |
| 16.              | 1988-02-21 | WTA Oakland       | tapijt (i)    | Jana Novotná         | Rosie Casals Martina Navrátilová    | 4-6, 4-6      |
| 17.              | 1989-10-29 | WTA Brighton      | tapijt (i)    | Jana Novotná         | Katrina Adams Lori McNeil           | 6-4, 6-7, 4-6 |
| 18.              | 1990-01-07 | WTA Brisbane      | hardcourt     | Pam Shriver          | Jana Novotná Helena Suková          | 3-6, 1-6      |
| 19.              | 1990-05-20 | WTA Berlijn       | gravel        | Jana Novotná         | Nicole Provis Elna Reinach          | 2-6, 1-6      |

## Resultaten grandslamtoernooien
| Legenda | Legenda                          |
| ------- | -------------------------------- |
| g.t.    | geen toernooi gehouden           |
| l.c.    | lagere categorie                 |
| –       | niet deelgenomen                 |
| G       | uitgeschakeld in de groepsfase   |
| 1R      | uitgeschakeld in de eerste ronde |
| 2R      | uitgeschakeld in de tweede ronde |
| 3R      | uitgeschakeld in de derde ronde  |
| 4R      | uitgeschakeld in de vierde ronde |
| KF      | uitgeschakeld in de kwartfinale  |
| HF      | uitgeschakeld in de halve finale |
| F       | de finale verloren               |
| W       | het toernooi gewonnen            |
| w-v     | winst/verlies-balans             |

### Enkelspel
| Toernooi        | 1978 | 1979 | 1980 | 1981 | 1982 | 1983 | 1984 | 1985 | 1986 | 1987 | 1988 | 1989 | 1990 |
| --------------- | ---- | ---- | ---- | ---- | ---- | ---- | ---- | ---- | ---- | ---- | ---- | ---- | ---- |
| Australian Open | –    | KF   | W    | KF   | 2R   | 2R   | –    | HF   | g.t. | W    | KF   | 4R   | 3R   |
| Roland Garros   | 2R   | KF   | HF   | W    | HF   | KF   | HF   | KF   | HF   | 2R   | 2R   | 1R   | –    |
| Wimbledon       | –    | 4R   | 4R   | F    | 2R   | 4R   | HF   | 3R   | F    | –    | 3R   | 4R   | 2R   |
| US Open         | 3R   | 2R   | F    | KF   | F    | KF   | KF   | W    | 4R   | 4R   | –    | 3R   | –    |

### Vrouwendubbelspel
| Toernooi        | 1978 | 1979 | 1980 | 1981 | 1982 | 1983 | 1984 | 1985 | 1986 | 1987 | 1988 | 1989 | 1990 |
| --------------- | ---- | ---- | ---- | ---- | ---- | ---- | ---- | ---- | ---- | ---- | ---- | ---- | ---- |
| Australian Open | –    | –    | 1R   | 2R   | –    | –    | –    | 2R   | g.t. | KF   | KF   | 1R   | 1R   |
| Roland Garros   | 2R   | KF   | HF   | 3R   | 3R   | KF   | F    | 3R   | HF   | 1R   | 3R   | 3R   | –    |
| Wimbledon       | 1R   | 2R   | 2R   | –    | 2R   | 2R   | KF   | HF   | F    | –    | 2R   | 3R   | –    |
| US Open         | –    | –    | 3R   | HF   | 3R   | 2R   | 3R   | HF   | F    | 3R   | –    | W    | –    |

### Gemengd dubbelspel
| Toernooi        | 1985 | 1986 | 1987 | 1988 | 1989 | 1990 |
| --------------- | ---- | ---- | ---- | ---- | ---- | ---- |
| Australian Open | –    | g.t. | 1R   | –    | –    | –    |
| Roland Garros   | –    | –    | –    | –    | –    | –    |
| Wimbledon       | –    | 1R   | –    | 1R   | 2R   | 2R   |
| US Open         | 2R   | 1R   | –    | –    | –    | –    |